# Cânaco
Cânaco (em latim: Canachus; em grego: Καναχος; romaniz.: Kanachos) foi um escultor de Sicião na Coríntia, da última parte do século VI a.C.. Foi especialmente conhecido como o autor de duas grandes estátuas de Apolo, uma em bronze feita em honra a Apolo Filésio para o Templo de Dídimos perto de Mileto, e outra em madeira de cedro feita para Tebas. As moedas de Mileto nos fornecem cópias da primeira e mostram o deus segurando um veado em uma mão e um arco na outra. A rigidez dessas obras naturalmente impressionou os críticos posteriores.  Esculturas de dois soldados espartanos que lutaram na Batalha de Egospótamo foram atribuídas a Cânaco por Pausânias. Essas esculturas provavelmente foram feitas por um neto de Cânaco que compartilhava seu nome.